# Dinamarca
Dinamarca o Danimarca(en danès: Danmark), oficialment el Regne de Dinamarca (en danès, Kongeriget Danmark), és un país escandinau de l'Europa septentrional localitzat a la península de Jutlàndia, i forma una comunitat integrada per tres parts autònomes, la mateixa Dinamarca i els seus dos territoris d'ultramar o territoris dependents, Groenlàndia i les illes Fèroe. El territori continental limita al sud amb Alemanya, i amb el Mar del Nord a l'oest i el Mar Bàltic a l'est. L'estret de l'Skagerrak, al nord, separa Jutlàndia de Noruega, mentre que, a l'est, el Kattegat, l'Øresund i l'estret de Bornholm separen Dinamarca de Suècia.
Dinamarca és una monarquia constitucional amb un sistema parlamentari de govern. A més del govern federal hi ha governs locals en 98 municipis. Dinamarca és membre de la Unió Europea des de 1973, però no forma part de la zona euro, la unió monetària dels estats membres de la Unió que han adoptat l'euro com llur moneda oficial. Dinamarca és membre fundador de l'OTAN.
Dinamarca té una economia capitalista de mercat amb un estat de benestar extens, i ocupa, segons algunes publicacions, el nivell més elevat d'igualtat de la renda del món. Dinamarca és un país ric i modern, amb un dels estàndards de vida més elevats d'Europa. La llengua nacional, el danès, està molt relacionada amb el suec i el noruec, llengües pròpies dels altres països escandinaus amb els quals Dinamarca té enllaços culturals i històrics molt importants. El 82% de la població de Dinamarca, i el 90,3% dels danesos són membres de l'Església luterana. El 9% de la població és estrangera, la gran majoria provinents d'altres països escandinaus.

## Etimologia
L'etimologia del topònim Danmark ha estat un tema d'ampli debat. La discussió se centra principalment en el prefix Dan- i si aquest fa referència a la tribu germànica dels dani o al personatge històric de Dan, així com en el significat exacte de la terminació -mark. Hi ha moltes referències a diversos pobles coneguts com a dani de diversos territoris escandinaus i d'Europa en alguns dels escrits grecs i romans (com ara els de Ptolemeu, Jordanes o Gregori de Tours), així com en la literatura medieval (com ara la Gesta Hammaburgensis ecclesiae pontificum d'Adam de Bremen, el poema èpic Beowulf, el Widsith o l'Edda poètica).
Per a alguns, la primera part del mot vol dir 'terra plana', relacionada amb l'alemany Tenne, 'terra trillada', l'anglès den, 'cova', o fins i tot amb el sànscrit dhánuṣ-, 'desert'. La terminació -mark es creu que vol dir 'bosc' o 'terra fronterera' (com en «marca»), amb una referència probable als boscos fronterers del Ducat de Schleswig.
En català, igual que en portuguès, el nom de Dinamarca és pres del castellà, el qual és producte d'una metàtesi del llatí Danimarca. Hi ha autors que han proposat formes alternatives per anomenar aquest país, per evitar la forma castellanitzada, com ara Danimarca (com el llatí medieval i l'italià) o Danemarca (paral·lela al francès Danemark i igual que l'occità), forma ja usada al segle xx. Aquesta forma, de més a més, seria més coherent amb el gentilici danès, -esa. La forma Danimarca és emprada en català alguerès.

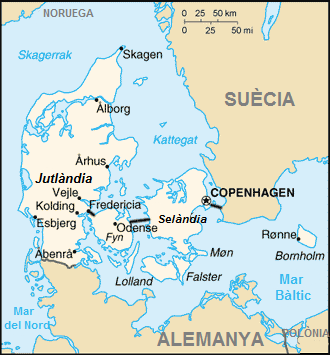
Mapa de Dinamarca

## Geografia

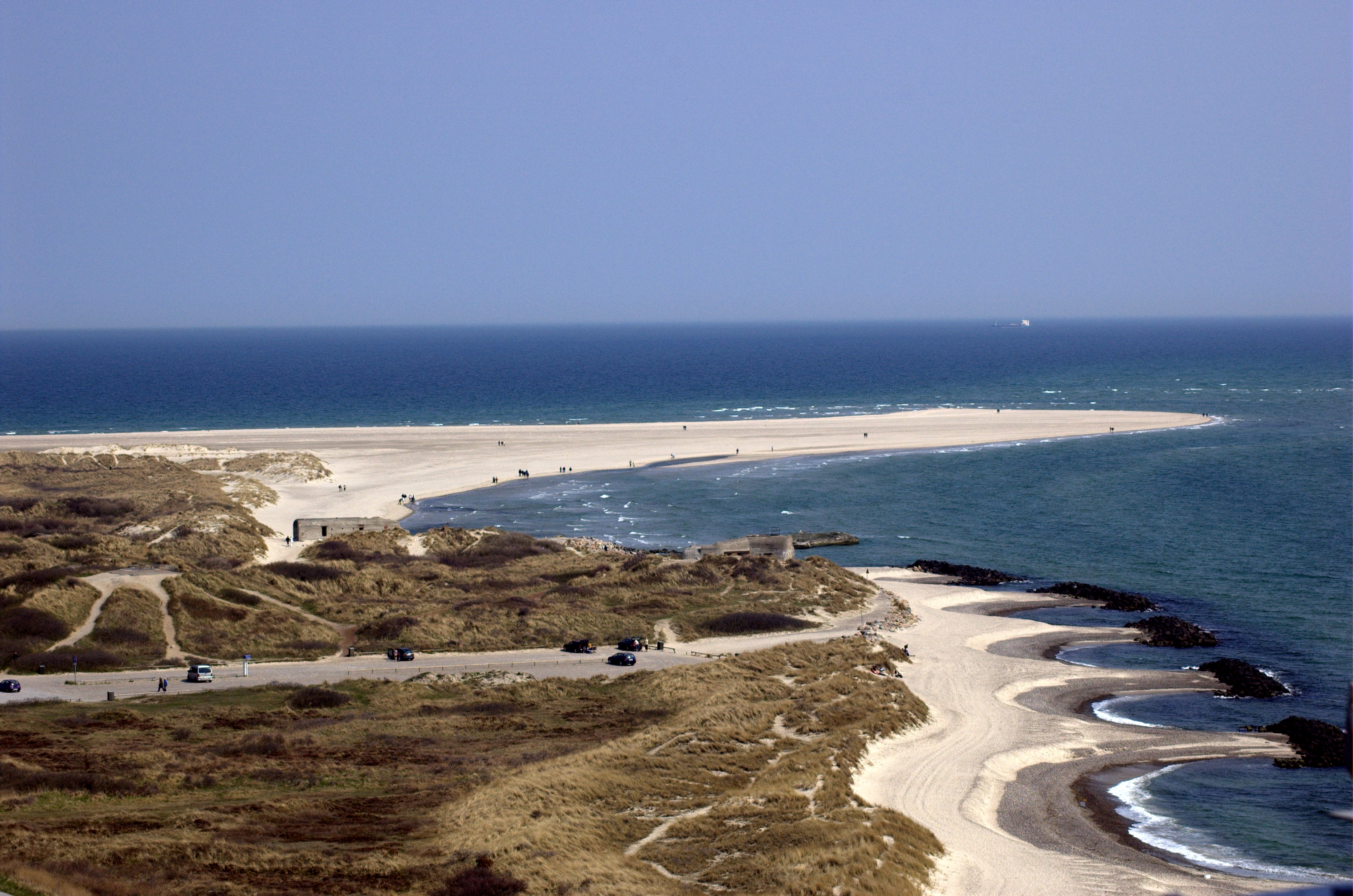
Platja de Skagen, i punta de Grenen, el punt més septentrional del país

### Geografia física
Dinamarca està situada al nord d'Alemanya, al sud-oest de Suècia i al sud de Noruega i està envoltada per la mar Bàltica i el Mar del Nord. Es compon de la península de Jutlàndia (Jylland en danès), que forma part del continent europeu, i un gran nombre d'illes i illots, 1.419 amb més de 100 m² de les que 443 tenen nom i 76 estan habitades, essent les més grans Sjælland, Fiònia (Fyn) i Vendsyssel-Thy. Moltes illes estan interconnectades entre elles o amb el continent aprofitant els diferents estrets (Øresund, Gran Belt, Petit Belt i Femern Bælt entre d'altres) a través de ponts i túnels, alguns notables com el pont de l'Øresund (Øresundsforbindelsen) que uneix Sjælland amb la regió sueca d'Escània, el pont del Gran Belt (Storebæltsforbindelsen) que connecta Sjælland amb Fiònia i el pont del Petit Belt que connecta Fiònia amb la península de Jutlàndia. L'illa de Bornholm es troba allunyada del país, a uns 150 km a l'est de Copenhaguen, al Mar Bàltic, davant de la costa sud-oriental de Suècia.
El punt més septentrional és la punta de Grenen al nord de Skagen (57° 45′ 7″ N), i el més meridional és l'extrem sud de l'illa Falster (Gedser Odde), al sud de la vila de Gedser (54° 33′ 35″ S). El punt més occidental és Blåvands Huk (8° 4′ 22″ W), al sud-est de la vila d'Oksbøl, i el més oriental a l'illa d'Østerskær (15° 11′ 55″ E) a l'arxipèlag d'Ertholmene, a l'est de Bornholm.

#### Relleu
Dinamarca forma part de la gran plana bàltica que comprèn també la plana sueca i la plana alemanya, que en els períodes glacials fou recoberta pel glaç. L'enfonsament posterior que donà naixement a la Bàltica, bé que fragmentà l'actual Dinamarca, no ha fet perdre a les seves terres el caràcter físic unitari. El relleu fou gastat pel gel i és força pla; l'altura mitjana del país és de només 31 metres sobre el nivell del mar, amb un gran nombre de llacs i d'estanys i força torberes.
El punt natural més alt és el turó de Møllehøj amb 170,86 metres, situat al municipi de Skanderborg, el segueixen en importància el Yding Skovhøj amb 170,77 metres, al municipi de Horsens, i l'Ejer Bavnehøj amb 170,35 metres, també al municipi de Skanderborg. El punt més baix, 7 metres sota el nivell del mar, és a la península d'Odsherred a l'illa de Sjælland, a un antic braç de mar avui convertit en pòlder i conegut com a Lammefjord tot i que no es tracta d'un fiord. Atesa l'estructura del país totes les terres són a prop de la costa, no hi ha cap zona que estigui a més de 52 km del mar.
A la meitat occidental de Jutlàndia el sòl és constituït per sorra i còdols que portà l'aigua procedent de la fosa del glaç, i és una regió poc fèrtil; és coberta de landes i únicament és utilitzada per a la cria de bestiar. En aquesta regió la costa és baixa, rectilínia i amb tot un rosari d'estanys. Per contra, a la meitat oriental de Jutlàndia i a les illes, que són a la part central de l'antiga glacera, el sòl és recobert d'una argila molt fèrtil i apta per al conreu. La costa és baixa, tallada, i amb golfs estrets i segurs, on hom ha establert ports comercials i de pesca.

#### Hidrografia
Els rius de Dinamarca no són massa llargs, els més importants són a la península de Jutlàndia i desguassen a la mar del Nord, el Gudenå amb 176 km és el més llarg del país i desguassa al Kattegat, el segueixen el Storå amb 104 km, el Varde amb 100 km, el Skjern amb 94 km (i el més cabalós del país), el Suså amb 83 km i el Vidå amb 69 km. A l'illa de Fiònia destaca el riu Odense (Odense Å) amb 60 km.
A Dinamarca hi ha 1.032 llacs que tenen un nom, els més grans són l'Arresø, l'Esrum Sø, el Stadil Fjord, el Mossø, el Saltbæk Vig i el Tissø. L'Arresø és el llac més important de Dinamarca.

#### Clima
Malgrat que Dinamarca està situada entre dos mars, el Bàltic i el mar del Nord, les precipitacions anuals són moderades, d'entre 700 i 800 mm a l'oest i d'entre 500 i 600 mm a l'est. Les temperatures són equilibrades, al mes de juliol hi ha una mitjana de 16 °C a la zona del mar del Nord i a l'est, a Sjælland, pot arribar a 18 °C. Les temperatures diürnes són sobre els 20 °C mentre que les nocturnes són al voltant dels 13 °C. A l'hivern la influència del corrent del Golf i del seu derivat, el corrent de l'Atlàntic Nord, es fa notar fent que les temperatures no baixin excessivament, a tot el país les temperatures es mantenen a prop del punt de congelació, uns 2 °C durant el dia i al voltant de –3 °C a la nit. La temperatura de l'aigua a la costa varia des del 3 °C a l'hivern fins als 17 °C a l'estiu.
|  |  |  |

#### Vegetació
La flora danesa consisteix en unes 1200 espècies de plantes vasculars, d'aquestes unes 200 han estat introduïdes per l'home procedents d'altres zones. El 12% de la superfície de Dinamarca és ocupada pels boscos. La vegetació natural és el bosc de fulla caduca típic de les zones temperades (bosc temperat de fulla caduca), però el bosc primari no és gens habitual. La vegetació natural acostuma a ser un bosc mixt amb arbres com el roure, l'om i el faig, essent aquests del gènere fagus els més comuns. A la zona est del país hi ha boscos de coníferes.

### Geografia humana

#### Demografia

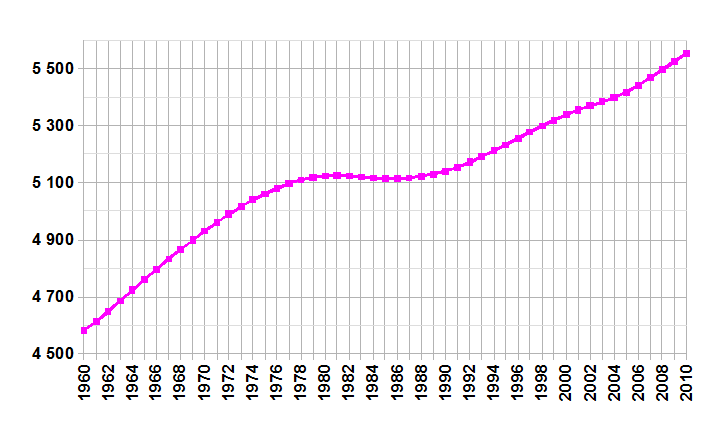
Evolució de la població de Dinamarca

Segons les estadístiques del govern de Dinamarca, l'1 de gener de 2007 el 91,1% de la població danesa, estimada en 5,4 milions, era d'ascendència danesa. El 8,9% eren immigrants o descendents d'immigrants recents, principalment dels Balcans, el sud i l'oest de l'Àsia, molts dels quals van arribar a partir de la "Llei dels estrangers" (Udlændingeloven) creada el 1983 que va permetre la immigració dels membres de família. També hi ha una minoria inuit de Groenlàndia i una d'altra provinent de les illes Fèroe. Durant els últims anys, tanmateix, s'han aprovat lleis molt més estrictes quant a la immigració.
La població danesa, l'1 de gener de 2008, era de 5.475.791, amb una densitat de població de 129,16 habitants per quilòmetre quadrat. La població no està distribuïda equitativament. Tot i que la superfície a l'est del Gran Belt només és de 9.622 km², o el 22,7% de la superfície total de Dinamarca, l'1 de gener de 2008, hi vivia el 45% de la població. La densitat de població d'aquesta regió és de 256,2 habitants per quilòmetre quadrat. Per contra, la densitat de població de l'oest del país és de 91,86 habitants per quilòmetre quadrat. El 2008 la mediana d'edat era de 40,5 anys. La taxa d'alfabetització era del 99%. La taxa de natalitat era d'1,74 nens per dona. La taxa de creixement poblacional és del 0,28%. El danès és la llengua oficial de l'Estat.

#### Ciutats

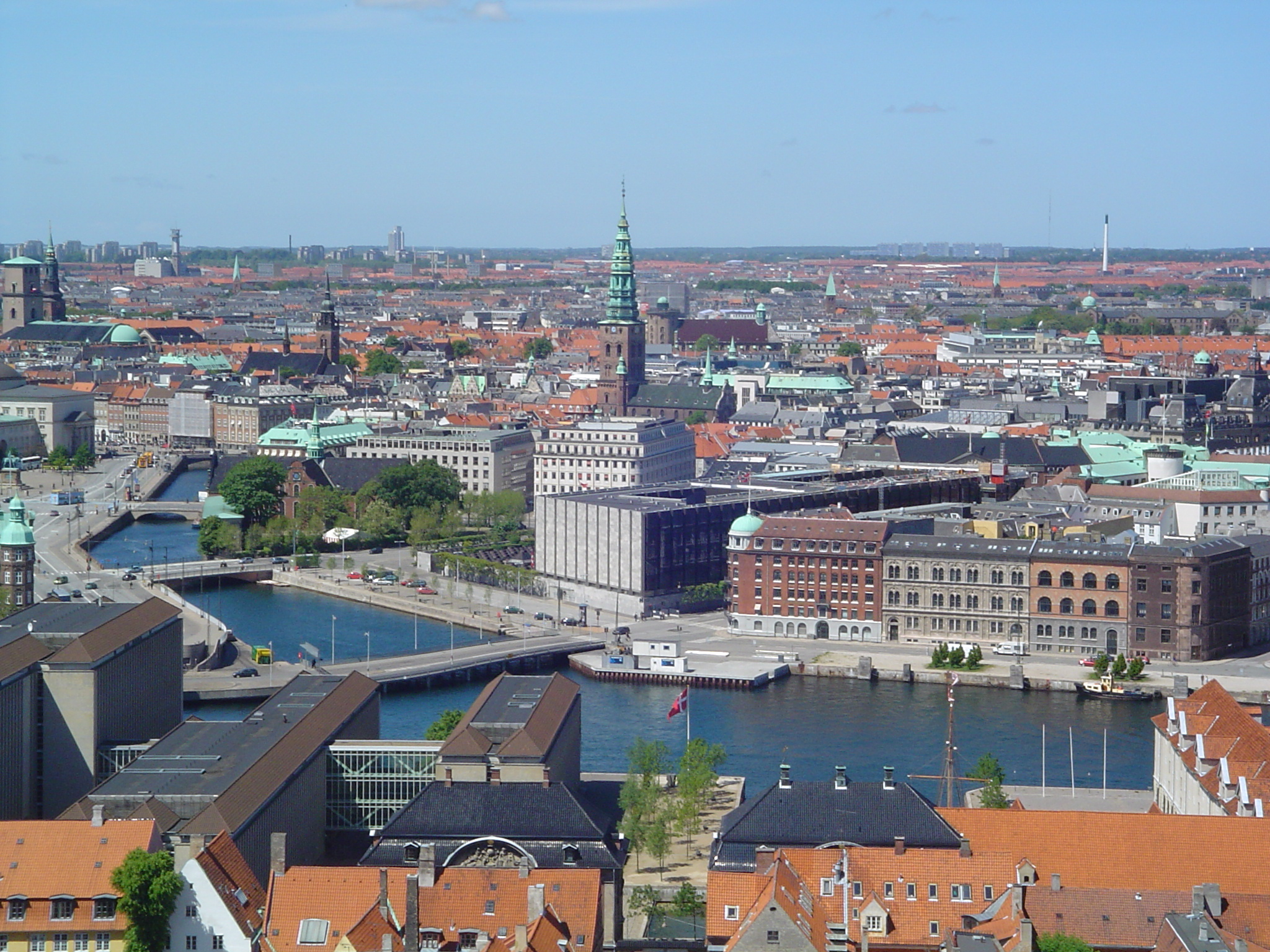
Vista aèria de Copenhaguen

Dinamarca és un país molt urbanitzat, i el 86% de la població viu en zones urbanes. Al voltant del 40% de la població habita l'illa de Sjælland, on hi ha l'àrea metropolitana de Copenhaguen o Hovedstadsområdet, l'altra gran regió urbana és la Regió metropolitana de l'est de Jutlàndia que representa un 23% de la població del país.
Les 25 aglomeracions urbanes més importants són:
(Dades referides a l'1 de gener del 2010, font: Danmark Statistik)
1. Copenhaguen 1.181.239
2. Århus 242.914
3. Odense 166.305
4. Aalborg 123.432
5. Esbjerg 71.459
6. Randers 60.227
7. Kolding 57.087
8. Horsens 52.998
9. Vejle 50.832
10. Roskilde 46.701
11. Helsingør 46.189
12. Herning 45.890
13. Hørsholm 45.816
14. Silkeborg 42.396
15. Næstved 41.729
16. Fredericia 39.513
17. Viborg 35.656
18. Køge 34.937
19. Holstebro 34.024
20. Taastrup 32.260
21. Slagelse 31.918
22. Hillerød 29.951
23. Sønderborg 27.194
24. Holbæk 27.157
25. Svendborg 27.113

## Política i govern

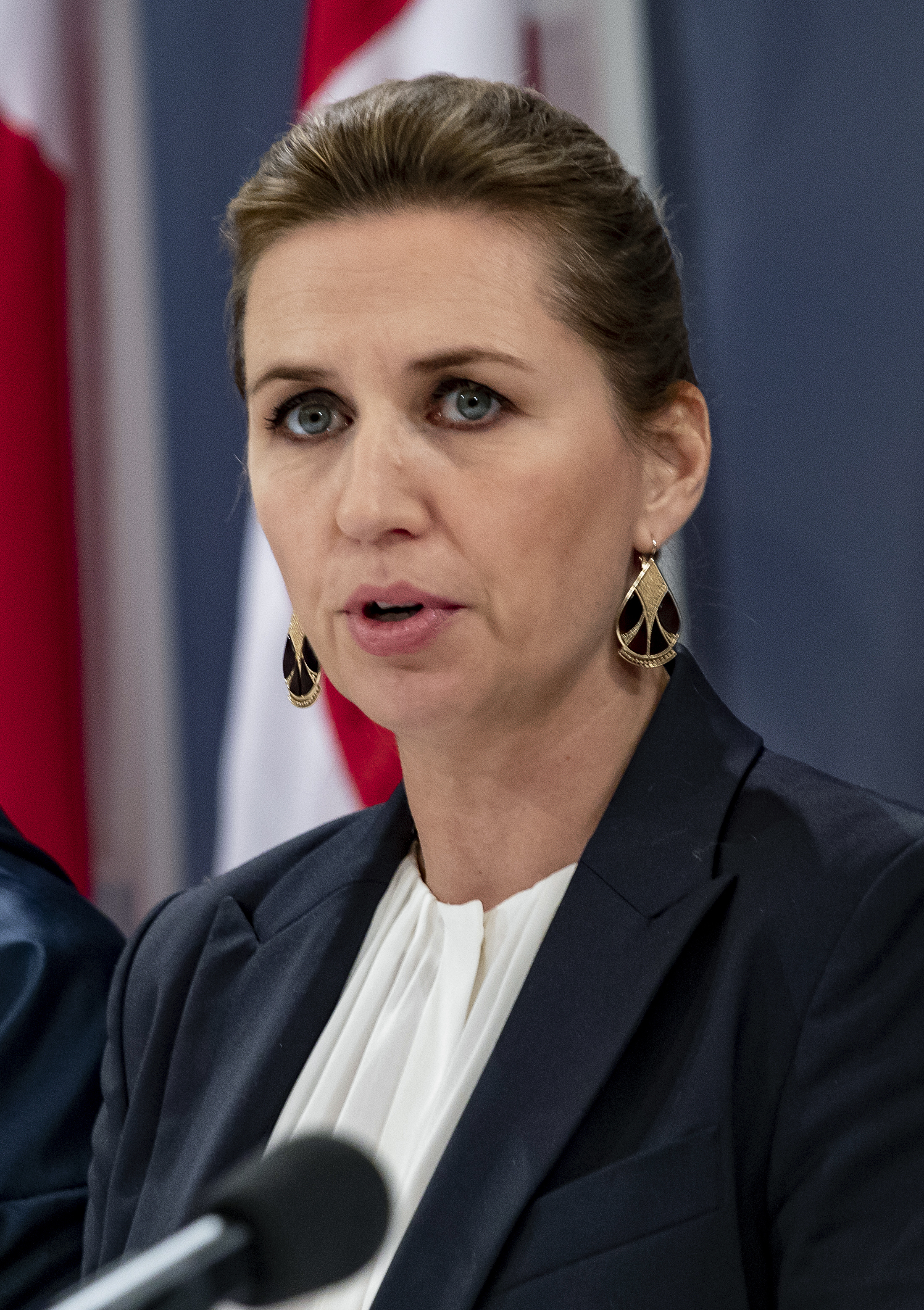
La Primera Ministra Mette Frederiksen

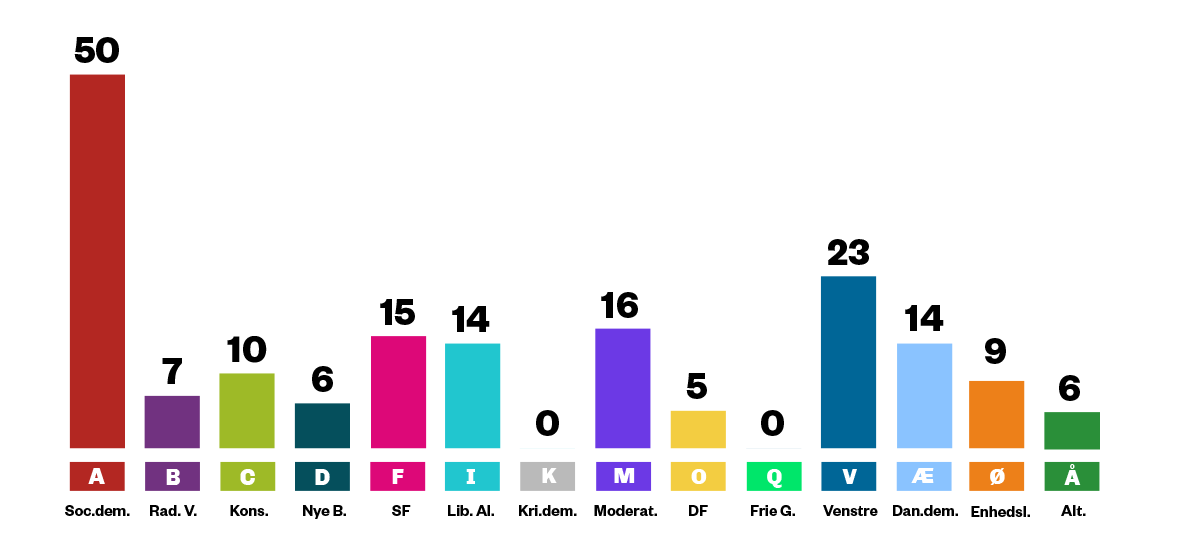
Composició del parlament (Folketinget) sortit de les eleccions del 2011

### Estructura de govern
El Regne de Dinamarca és una monarquia constitucional en què el rei és el cap d'Estat. D’ençà del 2024 ocupa el tron Frederic X, quan va substituir la reina Margarida II de Dinamarca, la seva mare, que exercia des del 1972.
El monarca designa i destitueix els primers ministres i els altres ministres. El primer ministre és el cap de govern i és elegit pel parlament. Abans de ser validats amb l'aprovació reial, totes les lleis han de ser discutides al Consell d'Estat Danès o Statsrådet, presidit pel monarca mateix. Tot i que el monarca té la potestat executiva, aquest poder és merament cerimonial. S'espera que el monarca sigui totalment apolític i que no exerceixi la seva influència en el govern de cap manera. Per exemple, els membres de la família reial no voten en les eleccions i els referèndums tot i tenir-ne el dret.
El primer ministre exerceix l'autoritat executiva en representació del monarca, acompanyat dels ministres del govern que encapçalen diversos departaments. El gabinet, incloent-hi el primer ministre, conformen el Govern de Dinamarca. Els ministres són responsables davant el Parlament de Dinamarca, conegut com a Folketing en danès, el cos legislatiu, que és considerat com a òrgan suprem; és a dir, que pot legislar en qualsevol matèria i no està limitat per les decisions dels seus predecessors.
El Folketinget és el parlament nacional. Té l'última autoritat legislativa segons la doctrina de la sobirania parlamentària. El parlament està integrat per 175 membres electes a més de dos membres per Groenlàndia i dos per a les illes Fèroe. El sistema electoral es basa en l'escrutini proporcional plurinominal per a 135 escons i en el mètode Sainte-Laguë per a 40 escons Les eleccions parlamentàries es realitzen cada quatre anys, però el primer ministre pot convocar a eleccions a discreció. Una moció de censura del parlament pot forçar el primer ministre a renunciar.
El sistema polític danès ha generat tradicionalment coalicions. La majoria dels governs de la postguerra han estat coalicions minoritàries que han governat amb el suport d'altres partits. El govern actual, format després de les eleccions del 2022, està format per una coalició entre els Socialdemòcrates, el partit Venstre (Esquerra) i el Partit Moderats (Dinamarca) amb suport parlamentari dels partits de les Illes Feroe i de Groenlàndia.

### Organització territorial i administrativa

Les regions de Dinamarca

Dinamarca es divideix en cinc regions (regioner) i noranta-vuit municipis. Les regions van ser creades l'1 de gener de 2007 com a part de la Reforma Municipal Danesa per reemplaçar els tradicionals comtats (amter en danès), creats el 1662 i dels que en restaven tretze després de la reforma territorial del 1970. Al mateix temps, els municipis o comunes (kommuner en plural, kommune en singular) més petits es van fusionar amb d'altres de més grans, reduint-ne el nombre de 270 a 98. La responsabilitat més important de les nou regions és el servei de sanitat nacional. A diferència dels antics comtats, aquestes regions no poden recaptar impostos i el servei de salut és principalment finançat per un impost nacional (sundhedsbidrag) del 8% combinat amb altres fons del govern i dels municipis. Cada Consell Regional està integrat per 41 polítics electes en les eleccions municipals daneses, les primeres que van seguir l'actual model territorial van ser les de l'any 2005, tot i que els nous municipis i regions van començar a ser efectives el primer de gener del 2007.
L'arxipèlag d'Ertholmene (amb 96 habitants el 2008) no pertany a cap municipi ni a cap regió, ans pertany al Ministeri de Defensa. Groenlàndia i les illes Fèroe també són part del Regne de Dinamarca, com a membres del Rigsfællesskabet però són autònoms i gairebé sobirans, i cadascú està representant per dos escons al parlament.

### Política de Defensa

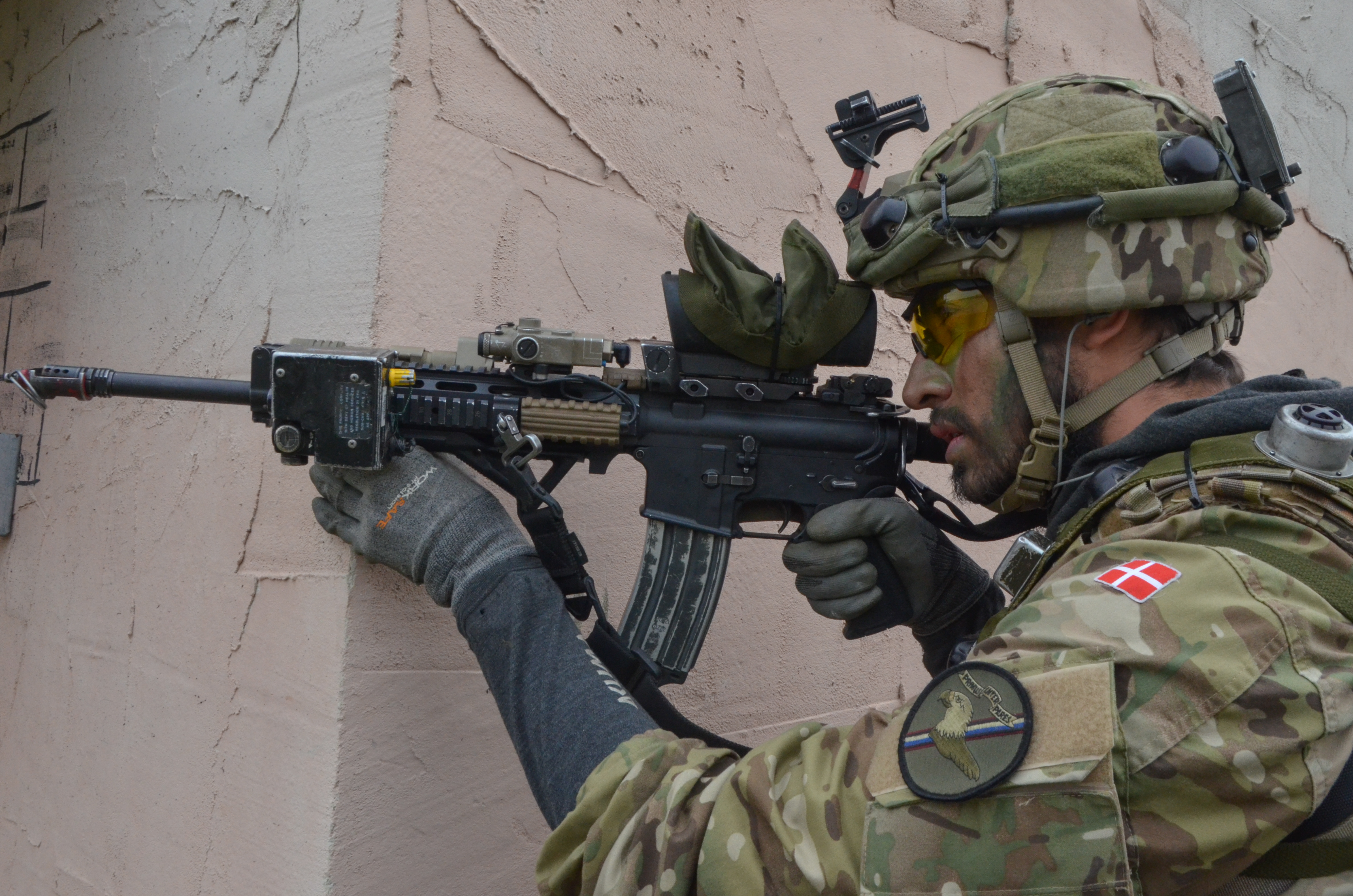
Soldat danès als exercicis Combined Resolve III, 2014

Les forces armades de Dinamarca són conegudes com la Defensa Danesa (en danès: Forsvaret). El Ministre de Defensa n'és el Comandant en Cap i serveix com a responsable diplomàtic principal arreu del Món. En temps de pau, el Ministeri de Defensa disposa de 15.281 militars i 4.884 civils. En el cas del personal militar. A aquests cal sumar aproximadament uns 12.000 reservistes i 46.651 membres de la Guàrdia Nacional (en danès: Hjemmeværnet), una força voluntària encomanada de la defensa territorial, resposta a emergències i suport de les autoritats policials i d'emergències.
Dinamarca dona suport de fa temps a les missions de pau internacionals, però des de la intervenció de l'OTAN a la Guerra de Kosovo el 1999, ha ampliat l'espectre d'operacions militars en les quals participa, destancant-ne especialment l'ISAF (de l'anglès: International Security Assistance Force) a l'Afganistan, així com l'enviament d'un contingent de 450 militars a l'Iraq entre el 2003 i el 2007. Aquestes iniciatives s'han descrit sovint per les autoritats com a part d'una nova “política exterior activa” de Dinamarca.

## Economia
L'economia de Dinamarca opera amb mercats eficients, amb estàndards de vida superiors a la mitjana Europa. L'economia danesa és moderna, amb tècniques agrícoles d'alta tecnologia, una moneda estable i una alta dependència del comerç internacional. La taxa d'atur és baixa (2% el 2008), i el govern ha aplicat polítiques amples de benestar. Tot i ser un petit país, Dinamarca és un exportador net d'aliments i energia, i gaudeix d'un superàvit en la seva balança de pagaments. Dinamarca és l'economia més competitiva i dinàmica de la Unió Europa, segons el Report del Fòrum Econòmic Mundial del 2008. A més ha estat catalogat com el millor país per a fer negocis del món.
Dinamarca és membre de la Unió Europea, i ha implementat i superat els criteris de convergència per adoptar l'euro, però la població s'hi va oposar en un referèndum el 2000, tot i que la corona danesa està fixada amb l'euro mitjançant el Mecanisme de Taxa de Canvi Europeu.
Dinamarca és la llar de moltes companyies multinacionals, entre les quals: A. P. Moller-Maersk Group, Danfoss, Lego, Bang & Olufsen, Carlsberg, Vestas, Novozymes i les farmacèutiques Lundbeck i Novo Nordisk. Dinamarca també és coneguda pel seu moviment de cooperativa quant a l'agricultura i per la seva indústria d'aliments (Danish Crown i Aria Foods).
Els danesos tenen una perspectiva positiva del comerç lliure; en una enquesta recent, el 76% va respondre que la globalització és bona. El 70% del comerç es realitza dins la Unió Europea.

## Cultura i lleure
Dinamarca és reconeguda internacionalment per les seves moltes contribucions a la vida intel·lectual i cultural contemporània. La cultura danesa, tot i inspirar-se en les influències europees, també té una herència folklòrica important. Quant a la literatura danesa, el romanticisme va influenciar el famós escriptor danès Hans Christian Andersen, conegut per les seves històries. Quant a la filosofia, Søren Kierkegaard va ser molt influent en l'existencialisme. Dinamarca també ha tingut un paper important en les ciències. Les observacions de Tycho Brahe van obrir el camí al desenvolupament de l'astronomia moderna. Per altra banda, Niels Bohr va realitzar descobriment importants en la física nuclear; Niels Finsen va estudiar els usos terapèutics i medicinals de la llum. Tots dos van rebre premis Nobel per llurs treballs.

### Religió
No hi ha cap separació oficial d'Església i Estat a Dinamarca. Segons les estadístiques oficials, del gener del 2009, el 81,5% de la població danesa és membre de l'Església luterana estatal, l'Església Nacional Danesa (Den Danske Folkekirke), la qual va ser establerta per la constitució de Dinamarca. Segons l'article sisè, la família reial danesa ha de pertànyer a l'església estatal. El 2% de la població professa l'islam i el 3% altres denominacions cristianes, entre les quals, el catolicisme. Tot i així, l'enquesta de l'Eurobaròmetre més recent va publicar que el 31% dels danesos "creuen que hi ha un déu"; el 49% va respondre que "creuen en algun tipus d'esperit o força de vida" i el 19% que no "creu que hi hagi cap esperit, déu o força de vida. Forn Siðr (El camí antic) un tipus de neopaganisme germànic, basat en la religió nòrdica nadiua antiga, ha estat reconeguda per l'Estat oficialment des del 2003.

### Esport
El futbol és l'esport més popular de Dinamarca, la selecció nacional ha participat a 4 edicions de la Copa del Món de Futbol i va guanyar el Campionat d'Europa de futbol del 1992. Brian Laudrup, Michael Laudrup o Peter Schmeichel són futbolistes danesos internacionalment coneguts. La vela i altres esports aquàtics són també força populars així com el bàdminton o l'handbol. La selecció femenina d'handbol ha guanyat tres medalles olímpiques, un campionat del món i tres d'Europa.

### Gastronomia

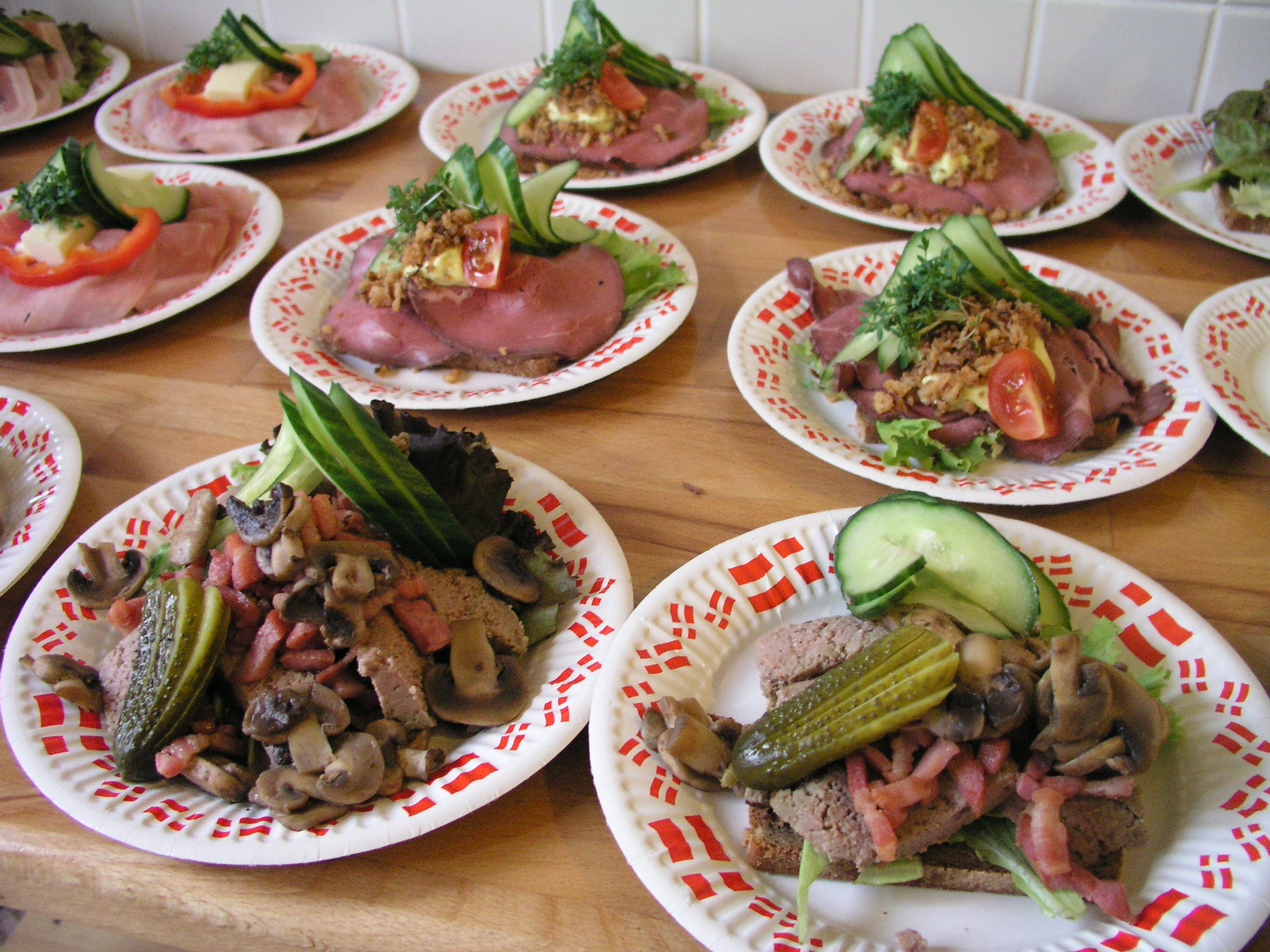
Smørrebrød variats

La cuina danesa, com la dels altres països nòrdics i la del nord d'Alemanya, es basa principalment en la carn i el peix. Això és a causa del passat agrari del país, a la seva situació geogràfica entre dos mars i al seu clima amb llargs hiverns. La cuina danesa és coneguda pels seus entrepans oberts denominats smørrebrød, una mena de mandonguilles grans de carn denominades frikadeller i postres com el kransekage o el wienerbrød. Pel que fa a les begudes, hi ha cerveses com la Carlsberg o la Tuborg que són mundialment famoses, també es produeix aquavit i un bíter molt popular denominat Gammel Dansk. La seva versió de l'hamburguesa és coneguda com a Bøfsandwich.
El juny del 2010 el restaurant Noma de Copenhaguen, amb el cuiner Rene Redzepi al capdavant, va ser considerat com el millor restaurant del món en encapçalar la llista dels 50 millors restaurants publicada per la revista britànica The Restaurant Magazine, guardó que també va assolir l'any 2011. Redzepi és conegut pel seu treball de reinvenció, reinterpretació i refinament de la cuina nòrdica, és el representant més internacional del que s'anomena la nova cuina nòrdica (Det ny nordiske køkken).

## Història

### Prehistòria i Antiguitat

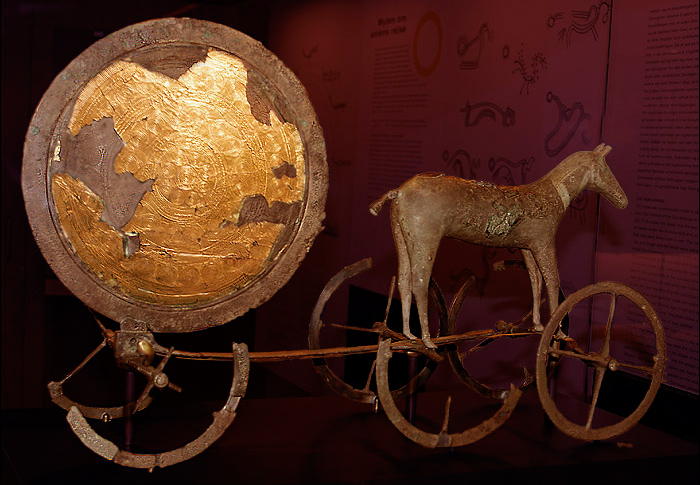
El carro solar de Trundholm

Les troballes arqueològiques més antigues de Dinamarca daten del 130.000 al 110.000 aC, durant el període Interglacial Riss-Würm. El territori ha estat habitat des del 12500 aC i hi ha proves de la pràctica de l'agricultura des del 3900 aC. L'Edat de bronze nòrdica (1800 al 600 aC) a Dinamarca fou caracteritzada per la construcció de túmuls, els quals deixaren diversos objectes com ara els lurs i el carro solar de Trundholm. Durant l'Edat de ferro preromana (del 500 aC a l'1 dC), els grups nadius començaren a migrar cap al sud, tot i que els primers danesos arribaren al país entre l'Edat de ferro prerromana i l'Edat de ferro germànica, durant l'Edat de ferro romana (1 al 400 dC). Les províncies romanes mantenien relacions i rutes comercials amb les tribus nadiues de Dinamarca; de fet, s'han trobat monedes romanes en territori danès. L'evidència d'una influència cultural celta significativa data d'aquest període i es reflecteix en la troballa del calderó de Gundestrup. Els historiadors creuen que abans de l'arribada dels precursors dels danesos, que hi arribaren de les illes daneses de l'est (Sjælland i Escània) i parlaven una forma primerenca de germànic septentrional) la major part de Jutlàndia i algunes illes eren habitades pels juts. Aquests foren convidats a emigrar a la Gran Bretanya com a mercenaris del rei britònic Vortigern, i els foren donats els territoris sud-orientals de Kent, l'Illa de Wight, i altres àrees. Foren, posteriorment, absorbits pels invasors angles i saxons. La població juta que romangué a Jutlàndia fou assimilada pels danesos.

### Els vikings

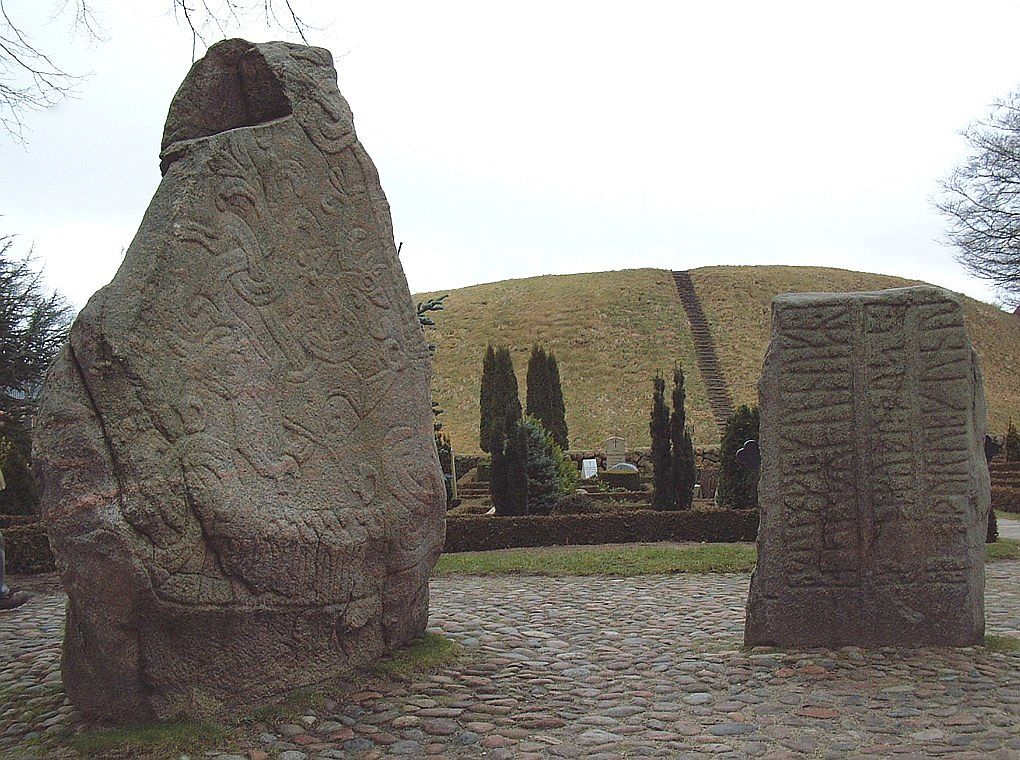
Les pedres de Jelling amb un túmul funerari al fons

Els vikings escandinaus expulsaren els angles i juts de Jutlàndia i s'hi establiren. Els vikings eren guerrers i navegants escandinaus els quals dominaren els mars d'Europa. Exploraren i colonitzaren Islàndia, Groenlàndia, i Vinland. Gràcies a llurs habilitats en la construcció de vaixells, saquejaren i conqueriren regions de França i les Illes Britàniques. També reeixiren en l'establiment de rutes comercials entre les costes i els rius d'Europa, que s'estenien des de Groenlàndia fins a Constantinoble mitjançant els rius del Est d'Europa. Dinamarca així es convertí en una potència nord-europea.
Els danesos s'unificaren i es convertiren oficialment al cristianisme el 965 dC sota el regnat de Harald Blåtand, la història del qual està registrada en les Pedres de Jelling. El seu fill, Sven I, conquerí Anglaterra entre el 1013 i el 1014. Canut II estengué el regne, que inclogué Noruega i la regió meridional de Suècia. Després de la seva mort, la unió amb Anglaterra i Noruega es dissolgué, i Dinamarca entrà en un període de guerres civils i violència.
Posteriorment, durant els segles xii i xiii els danesos continuaren expandint els seus dominis i conqueriren la major part dels territoris costaners del mar Bàltic, establint un reialme poderós i pròsper. Amb el progrés econòmic, el feudalisme danès arribà al seu zenit i es desenvoluparen la indústria pesquera i la ramaderia, i sorgí un grup de mercaders i artesans important. Tanmateix, les discòrdies entre la noblesa i la corona forçaren el rei, Eric V a signar la Carta Magna danesa, o carta de privilegis, per mitjà de la qual la corona se subordinava a la llei i el Danehof, una assemblea de nobles, es convertia en una institució administrativa.
Durant el regnat de Valdemar IV i la seva filla Margarida I el regne tornà a enfortir-se i, després de la batalla de Falköping, Margarida feu que el fill de la seva germana, Eric de Pomerània fos coronat rei de Dinamarca, Noruega i Suècia, en la Unió de Kalmar. Suècia s'independitzà i tornà a unificar-se en diverses ocasions. Davant la repressió brutal de Cristià II, la situació es resolgué el 17 de juny de 1532 quan el rei suec Gustau Vasa conquerí la ciutat d'Estocolm, i declarà la independència definitiva de Suècia. Dinamarca i Noruega romangueren en una unió personal fins a la resolució del Congrés de Viena el 1814.

### Era moderna

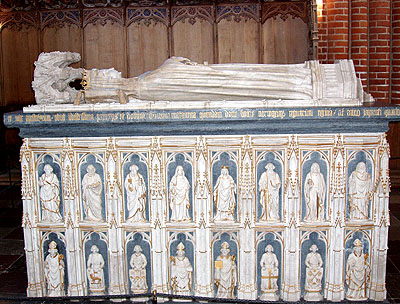
La tomba de Margarida I

El rei Cristià IV de Dinamarca atacà Suècia en la Guerra de Kalmar de 1611 al 1613, però no aconseguí el seu objectiu de forçar Suècia a reunificar-se amb Dinamarca. La guerra no provocà cap canvi territorial, però Suècia fou forçada a pagar una indemnització de guerra d'1 milió de riksdaler de plata, quantitat coneguda com el pagament d'Älvsborg. Cristià feu ús dels diners per a fundar diversos pobles i fortaleses, entre els quals, Glückstadt (fundada com a rival d'Hamburg, Christiania (després de l'incendi que destruí la ciutat original), Christianshavn, Kristianstad i Kristiansand. Cristià també construí un gran nombre d'edificis, entre els quals, Børsen, Rundetårn, Nyboder i el castell de Rosenborg. Inspirat en la Companyia Holandesa de les Índies Orientals, fundà la Companyia danesa i planejà prendre Sri Lanka com a colònia, però la companyia només pogué aconseguir Tranquebar en la costa índia.
En la Guerra dels Trenta Anys, Cristià provà de convertir-se en el líder dels estats luterans d'Alemanya, però fou derrotat en la batalla de Lutter en la qual un exèrcit catòlic, sota el comandament de Albrecht von Wallenstein ocupà i saquejà Jutlàndia. Dinamarca evità donar cap concessió territorial, però la intervenció del rei suec Gustau II Adolf a Alemanya fou vista com un senyal que el poder militar de Suècia estava creixent mentre que la influència danesa en la regió estava en declivi. El 1643, l'exèrcit suec envaí Jutlàndia i el 1644 Skåne. El 1645, en el Tractat de Brömsebro, Dinamarca cedí Halland, Gotland, les últimes regions d'Estònia, i diverses províncies de Noruega. El 1657, el rei Frederic III declarà la guerra a Suècia i marxà cap a Bremen-Verden. Fou derrotat i els exèrcits de Carles X Gustau conqueriren Jutlàndia i Fiònia, així com la major part de Sjælland abans de signar el Tractat de Roskilde el febrer de 1658, que donà a Suècia el control d'Escània, Blekinge, Trøndelag i l'illa de Bornholm. Carles X Gustau es penedí de no haver destruït completament Dinamarca, i l'agost de 1658 començà un setge de dos anys de Copenhaguen però no aconseguí conquerir-la. En el tractat de pau següent Dinamarca aconseguí mantenir la seva independència i reprendre el control de Trøndelag i Bornholm.

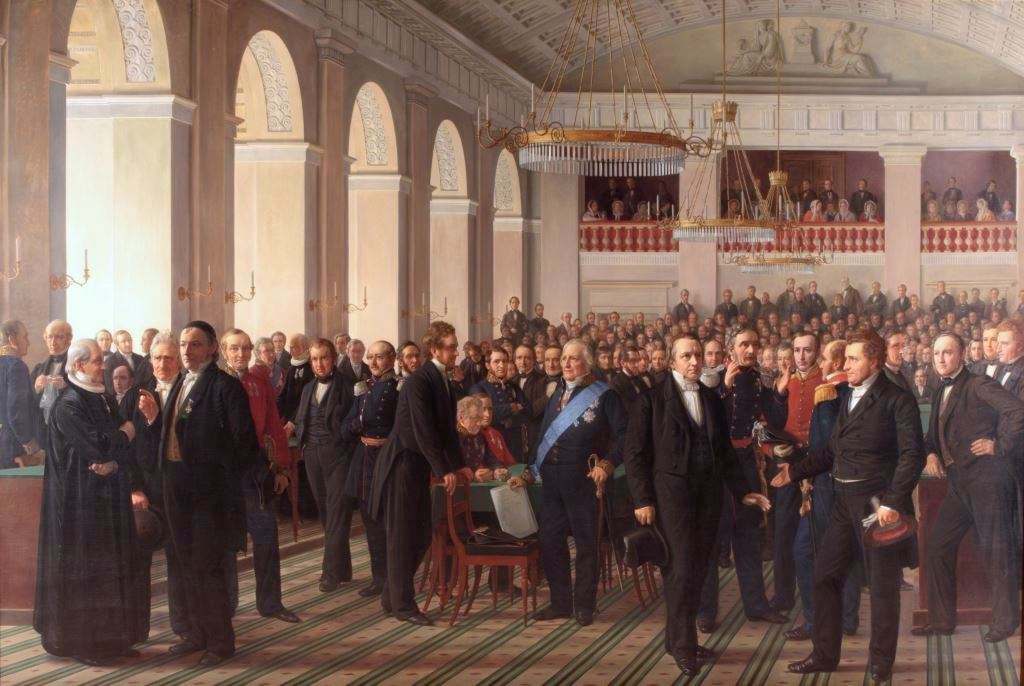
L'Assemblea Constitucional, pintura de Constantin Hansen

Dinamarca assajà de reprendre el control d'Escània en la Guerra d'Escània (1675-1679) però fracassà. Després de la Gran Guerra del Nord (1700-1721), Dinamarca aconseguí restaurar el control d'aquelles regions del Ducat de Schleswig i Holstein governades per la casa de Holstein-Gottorp. Dinamarca prosperà durant les últimes dècades del segle xviii atesa la seva neutralitat que li permeté comerciar amb tots dos costats en les guerres contemporànies. En les Guerres Napoleòniques, Dinamarca al començament provà de tenir una política de neutralitat per a continuar amb el comerç lucratiu amb l'Imperi Francès i amb el Regne Unit, i s'uní a la Segona Lliga de la Neutralitat Armada amb l'Imperi Rus, Suècia i Prússia. El Regne Unit el considerà com a acte hostil i atacà Copenhaguen el 1801 i 1807. Dinamarca llavors decidí aliar-se amb Napoleó. El control britànic de les rutes marítimes entre Dinamarca i Noruega fou desastrós per a l'economia de la unió, i Dinamarca es declarà en fallida. El Congrés de Viena demandà la dissolució de la unió entre Dinamarca i Noruega, la qual fou confirmada en el Tractat de Kiel de 1814. Dinamarca havia tingut l'esperança de restaurar la unió escandinava el 1809, però aquestes esperances foren destruïdes quan els estaments de Suècia rebutjaren la proposta per a permetre Frederic VI de Dinamarca succeir a Gustau IV Adolf de Suècia que havia estat deposat, i en comptes, donaren la corona a Carles XIII. Noruega formà una unió amb Suècia que durà fins a 1905. Dinamarca conservà les colònies d'Islàndia, les illes Fèroe i Groenlàndia. A més de les colònies nòrdiques, Dinamarca mantingué el control de l'Índia Danesa (Tranquebar) de 1620 a 1869, la Costa Daurada Danesa (Ghana) de 1658 a 1850, i les Índies Orientals Daneses (les Illes Verges Americanes) de 1671 a 1917.
El 1848, les accions empreses per Dinamarca contra els ducats de Slesvig i Holstein van portar a la Primera Guerra de Schleswig entre Dinamarca i la Confederació Germànica quan les tropes prussianes, aliades amb altres Estats alemanys, i sota mandat de la Confederació van ocupar el Schleswig el 23 d'abril però per pressions internacionals, Prússia va ser forçada a consentir que Dinamarca es quedés amb tots dos ducats. El moviment nacional i liberal danès cresqué durant la dècada de 1830, i després de les Revolucions de 1848, Dinamarca es convertí, pacíficament, en una monarquia constitucional el 5 de juny de 1849. Després de la Segona Guerra de Schleswig, el 1864, Dinamarca fou forçada a cedir Schleswig i Holstein a Prússia. Dinamarca retornà a la seva política tradicional de neutralitat, la qual conservà durant la Primera Guerra Mundial.

### Segles XX i XXI
Després de la derrota d'Alemanya en la Primera Guerra Mundial, el Tractat de Versalles oferí la regió, aleshores alemanya, de Slesvig-Holstein a Dinamarca. Amb por d'un irredemptisme alemany, Dinamarca refusà considerar reprendre aquests territoris i insistí a fer un plebiscit per al retorn de Schleswig. Els dos Plebiscits de Schleswig tingueren lloc el 10 de febrer i el 14 de març. El 10 de juliol de 1920, després del plebiscit i la signatura del rei (del 6 de juliol) en el document de reunió, el rei Cristià X cavalcà cap a la frontera antiga. La reunificació del Nord de Schleswig (Sønderjylland) se celebra cada 15 de juny a Valdemarsdag.
La invasió alemanya de Dinamarca el 9 d'abril de 1940, només tingué dues hores de resistència militar abans que el govern danès es rendís. La cooperació econòmica entre Alemanya i Dinamarca continuà fins al 1943, quan el govern danès refusà continuar cooperant i l'armada danesa enfonsà els seus vaixells i envià la majoria dels seus oficials a Suècia. Durant la guerra, el govern donà molt suport als jueus que vivien dins el país, i la resistència aconseguí fer sortir la majoria dels jueus a Suècia. Dinamarca encapçala moltes operacions internes o de sabotatge en contra de les instal·lacions alemanyes. Islàndia trencà els enllaços polítics amb Dinamarca i es convertí en una república independent. El 1948, les illes Fèroe reberen autonomia. Després de la guerra, Dinamarca es convertí en un dels membres fundadors de les Nacions Unides i l'OTAN, i el 1973, s'uní a la Comunitat Econòmica Europea (en l'actualitat la Unió Europea) al mateix temps que el Regne Unit i Irlanda, en un referèndum públic. Groenlàndia rebé autonomia el 1979. Ni Groenlàndia ni les illes Fèroe són membres de la Unió Europea; les illes declinaren fer-se membres el 1973, i Groenlàndia se separà de la comunitat el 1986, a causa de les polítiques pesqueres de la comunitat.